# 尼普地洛
尼普地洛是一种含氮有机化合物，化学式C
15H
22N
2O
6，能作为β受体阻滞剂和一氧化氮供体。